# 文东佤族乡
文东佤族乡是中华人民共和国云南省普洱市澜沧拉祜族自治县下辖的一个民族乡。

## 行政区划
文东佤族乡下辖以下村级行政区划单位：
小寨村、邦佑村、帕赛村、水塘村、芒糯村和多依树村。